# Cornelius Hermann von Ayrenhoff
Cornelius Hermann von Ayrenhoff (Bécs, 1733. május 28. – Bécs, 1819. augusztus 15.) osztrák drámaíró és katonatiszt.

## Élete
Szomorújátékai (Tumellcus, Hermanns Tod stb.) a francia klasszikus tragédia mintájára készültek, azzal a tudatos törekvéssel, hogy Goethe, Schiller, de főleg Shakespeare műveit kiszorítsák, melyeket Ayrenhoff teljesen eltévesztetteknek és barbároknak tekintett. E célját gyenge erejével el nem érhette, bár drámáit Bécsben befolyásos állásánál fogva színre hozhatta. Sikeresebb vígjátékai, különösen Der Postzug oder die noblen Passionen (1769) és Die grosee Batterie (1770), melyeket sokáig minden német színpadon játszottak. A Postzug című darabja Nagy Frigyes tetszését is megnyerte. Esztetikai történeti dolgozatai és útleírása (Briefe über Italien) legfeljebb történeti értékűek. Nyugalmazott osztrák altábornagyként hunyt el.

## Magyarul
- A posta tzug, vagy A nemes uralkodó indulatok (passiók). Víg játék; ford. Bethlen Imre, fordítói, Marosvásárhely, 1793
- Aurélius, vagy A nagy-lelkűségnek nemes tusakodása. Szomorú játék, mellyet német versekből follyó beszédre által tett Seelman Károly; Hochmeister Ny., Kolozsvár–Nagyszeben, 1795